# Strawberry Fields
El memorial Strawberry Fields és un monument situat a Central Park a New York, dedicat a la memòria del músic John Lennon i que pren el nom d'una de les seves cançons, Strawberry Fields Forever (de l'àlbum dels Beatles Magical Mystery Tour, de 1967). Va ser concebut per Bruce Kelly (1948-1993), l'arquitecte paisatgista en cap del Central Park Conservancy. Strawberry Fields va ser inaugurat el dia del 45è aniversari de John Lennon, el 9 d'octubre de 1985, en presència de la seva vídua Yoko Ono, que s'havia encarregat del projecte a l'alçada d'un milió de dòlars.
L'entrada del memorial se situa a l'avinguda de Central Park West a l'altura del carrer 72è, just davant el Dakota Building, on Lennon residia. El memorial té la forma d'un triangle del qual el cor està constituït d'un símbol de la pau en mosaic. Aquest havia estat ofert per artesans de Nàpols a Itàlia. En el centre del mosaic figura  Imagine, el títol de la seva cançó més famosa. Els seguidors de Lennon hi deixen regularment espelmes i flors. Una placa posada al llarg de camí, cap al sud-est, llista els països que han contribuït a la construcció del memorial.
No és rar que els seguidors de John Lennon hi dipositin flors, espelmes i altres objectes. A l'aniversari de Lennon (el 9 d'octubre) i la data de la seva mort (el 8 de desembre), moltes persones es reuneixen per cantar i retre un homenatge a aquest artista, de vegades fins al cap d'una nit sovint freda.
Hi ha de vegades concentracions commemoratives sobtades per altres músics, com Jerry Garcia i George Harrison. També hi tenen lloc altres concentracions durant l'estiu i pels aniversaris dels altres Beatles. Dies després dels atemptats de l'11 de setembre de 2001, hi va haver vetlles d'espelma a l'«Imagine Circle» en record de la gent morta al World Trade Center, a Shanksville (Pennsilvània), i al  Pentàgon.
El mosaic és al centre d'un seguit de clarianes secretes de gespa i d'anivellaments rocosos esculpits per les glaceres, delimitades per arbusts, arbres i pendents boscosos, tot dibuixant un «zona silenciosa». Al punt nord el més allunyat de les gespes principals, hi ha tres falsos xiprers (Taxodium distichium), que perden llurs agulles però les recuperen cada primavera, un símbol de recuperació eterna i que es veu de lluny dins el parc amb la seva alçada de 36 metres.